# Achilles Nordmann
Achilles Nordmann (* 21. Juli 1863 in Hégenheim, Elsass; † 10. Februar 1927 in Basel) war ein Schweizer Arzt und Historiker.
Achilles Nordmann (auch Achille Nordmann oder Nordemann), Sohn eines jüdischen Viehhändlers aus Hegenheim, promovierte 1887 an der Universität Basel mit einer Arbeit „Über clysmatische Laesionen des Mastdarms“ zum Dr. med. Danach arbeitete er zuerst an der Königlichen Frauenklinik in Dresden, bevor er sich endgültig in Basel niederliess. 
Neben medizinischen Aufsätzen publizierte er auch mehrere grundlegende Arbeiten über die Geschichte der Juden im Elsass und in der Schweiz. Er ist auf dem jüdischen Friedhof in Hegenheim begraben.

## Schriften (Auswahl)
- Ueber clysmatische Laesionen des Mastdarms, Basel 1887 (Dissertation).
- Ueber den Judenfriedhof in Zwingen und Judenniederlassungen im Fürstbistum Basel. In: Basler Zeitschrift für Geschichte und Altertumskunde, 6 (1907), S. 120–151. (Digitalisat in E-Periodica).
- Der Israelitische Friedhof in Hegenheim in geschichtlicher Darstellung, Basel 1910.
- Geschichte der Juden in Basel seit dem Ende der zweiten Gemeinde bis zur Einführung der Glaubens- und Gewissensfreiheit 1397–1875. In: Basler Zeitschrift für Geschichte und Altertumskunde, 13 (1914), S. 1–190. (Digitalisat).
- Les juifs dans le Pays de Neuchâtel, Neuchâtel 1923.
- Documents relatifs à l'histoire des juifs à Genève, dans le Pays de Vaud et en Savoie. Paris 1927. (Sonderdruck aus Revue des études juives, Jg. 165 und 167).